# Glabrilaria pedunculata
Glabrilaria pedunculata är en mossdjursart som först beskrevs av Marie Clément Gaston Gautier 1956.  Glabrilaria pedunculata ingår i släktet Glabrilaria och familjen Cribrilinidae. Inga underarter finns listade i Catalogue of Life.